# I Don't Wanna Face It
I Don't Wanna Face It är en låt skriven och framförd av John Lennon från hans och Yoko Onos album Milk and Honey från 1984. Låten är inspelad i augusti 1980 under arbetet med Double Fantasy, men skrevs redan 1977. Det finns även en demoinspelning av låten från Lennons semester på Bermuda sommaren 1980.